# 파워퍼프걸 영화
《파워퍼프걸 영화》(The Powerpuff Girls Movie)는 2002년 개봉한 미국의 애니메이션 영화이다. 동명의 텔레비전 시리즈를 바탕으로 하고 있다.

## 줄거리
설탕, 향신료, 예쁘고 깜찍한 것으로 완벽한 여자아이들을 만들려고 하는 유토니움 교수는 원숭이 조조가 난동을 부리다 미는 바람에 실수로 케미컬 X라는 물질을 첨가하게 되고, 파워퍼프걸이 탄생한다. 하지만, 파워퍼프걸은 자신들이 가진 슈퍼파워를 마음대로 사용하다 도시에 어마어마한 피해를 주게 되고, 사람들은 항의했다. 그러다 파워퍼프걸이 탄생하기 바로 직전에 일어난 폭발 때문에 케미컬 X의 영향을 받은 원숭이 모조 조조를 만나게 되고 세상을 좋게 만들자는 속임수에 넘어가게 되는데..

## 캐스팅
- 케이시 카바디니 - Blossom
- 타라 스트롱 - Bubbles
- E.G. 데일리 - Buttercup
- 로저 L. 잭슨 - Mojo Jojo
- 맷 르블랑 - Professor Utonium
- 톰 케니 - Mayor Narrator / Li'l Arturo / Snake / Cha-Ching Cha-Ching / Mitch Mitchelson
- 제니퍼 헤일 - Ms. Keane
- 제니퍼 마틴 - Sarah Bellum
- 제프 버넷 - Ace / Big Billy / Grubber / Baboon Kaboom / Go-Go Patrol / Hacha Chacha
- 조디 벤슨 - Linda

### 추가 목소리
- 라라 질 밀러
- 질 탤리
- 로리 알란
- 캐럴린 로런스
- 그레이 딜라일
- 세라 초크
- 크리스티나 푸체리
- 니카 푸터만
- 앨릭스 보스타인
- 코트니 테일러
- 트레스 맥닐
- 라레인 뉴먼
- 찰리 애들러
- 안드레아 마틴
- 리앨린 베이커
- 매기 로스웰
- 디 디 레셔
- 에이프릴 스튜어트
- 로저 범패스
- 토머스 F. 윌슨
- 앨리스 비즐리
- 마리아 밤포드
- 로런 톰
- 버니 왓슨 존슨
- 칸디 밀로
- 에이미 조 존슨
- 제프 버그만
- 준 안젤라
- 디아나 올리버